# Aleurolobus graminicola
Aleurolobus graminicola es un hemíptero de la familia Aleyrodidae, con una subfamilia: Aleyrodinae. Fue descrita científicamente en 1983 por Bink-Moenen.